# S004
BRAVIA Phone S004（ぶらびあふぉん　えすぜろぜろよん）は、ソニー・エリクソン・モバイルコミュニケーションズ（現：ソニー）が日本国内向けに開発した、auブランドを展開するKDDIおよび沖縄セルラー電話のCDMA 1X WIN対応携帯電話である。製造型番はSO004（えすおー ぜろぜろよん）。

## 特徴
同キャリア向け「BRAVIA Phone」シリーズの第2弾にあたる端末。
チップセットには米・クアルコム社製のSnapdragon S1(QSD8650・クロック周波数1GHz)を採用しており、従来のKCP+端末の約2.6倍の処理速度を実現している。
プラットフォームには上記の通り、Brew MPをベースにSnapdragon用に最適化されたKCP3.0が用いられている。
また、Wi-Fi WINに対応しており、別売りの無線LANカード（microSDIOカード）を装着することにより利用可能となる。

## 不具合
2010年6月22日に以下の不具合の修正がケータイアップデートにより行われた。
- 音声通話時に、相手の声が音割れする。
- 簡易留守メモと通話音声メモの録音再生時に音割れする。

2010年8月5日に以下の不具合の修正がケータイアップデートにより行われた。
- EZニュースEX等の受信開始時に、移動等により基地局が切り替わると、リセットする場合がある。
- 卓上ホルダで充電完了後、外部接続端子にアダプタを接続して充電すると、充電されない場合がある。
- 「充電してください」の表示後、充電を開始しても電源OFFになる場合がある。

※本機を所有しているユーザーは、受信した「auからのお知らせ」から画面のガイダンスに従って新しいソフトウェアに更新することができる。また、待受時にメインメニューから「5811」を押し、手動で更新することも可能である。なお、ケータイアップデートの所要時間は最大で約15分かかる。

## 沿革
- 2010年（平成22年）5月17日 - KDDI、およびソニー・エリクソン・モバイルコミュニケーションズより公式発表。
- 2010年5月26日 - 連邦通信委員会（FCC）を通過。
- 2010年5月28日 - 中部・関西・沖縄地区で発売。
- 2010年6月4日 - 上記以外の残りの地区で発売。
- 2012年（平成24年）7月22日 - L800MHz（旧800MHz帯・CDMA Banclass 3）帯エリアによる音声・通信サービスの停波によりそれ以降はN800MHz（新800MHz帯・CDMA Bandclass 0 Subclass 2）帯エリアおよび2GHz（CDMA Bandclass 6）帯エリアの各音声・通信サービスで利用する事となる。
- 2014年（平成26年）6月30日 - Wi-Fi WINのサービス終了[4]。
- 2022年3月31日 - 同キャリアにおける3Gサービスの完全終了・停波により、当機種は全て使用不可となる[5][6]。

## 主な機能・サービス
| 主な対応サービス                                                                        | 主な対応サービス                                                                 | 主な対応サービス            | 主な対応サービス                                          |
| --------------------------------------------------------------------------------------- | -------------------------------------------------------------------------------- | --------------------------- | --------------------------------------------------------- |
| LISMO! (着うたフル) (着うたフルプラス) (LISMOビデオクリップ) (LISMO Video) (LISMO Book) | EZケータイアレンジ ティーンズモード                                              | バーコードリーダー&メーカー | PCサイトビューアー                                        |
| Bluetooth ワイヤレスミュージック                                                        | au Smart Sports Run & Walk Karada Manager ゴルフ フイットネス カロリーカウンター | EZナビウォーク              | EZ助手席ナビ                                              |
| 安心ナビ                                                                                | 災害時ナビ                                                                       | ナカチェン                  | EZアプリ FullGame! Bluetooth対戦                          |
| EZアプリ(BREW)                                                                          | オープンアプリプレイヤー                                                         | PCドキュメントビューアー    | アレンジメニュー                                          |
| au oneガジェット マルチプレイウィンドウ クイックアクセスメニュー                        | じぶん銀行アプリ                                                                 | EZ FM                       | EZチャンネル EZチャンネルプラス EZニュースEX              |
| Touch Message                                                                           | EZFeliCa                                                                         | ケータイ de PCメール        | デコレーションメール                                      |
| デコレーションアニメ                                                                    | au one メール                                                                    | 緊急通報位置通知            | ワンセグ                                                  |
| BDレコーダーワンセグ転送 （シャープ製・ソニー製対応）                                   | グローバルパスポート (CDMA・GSM)                                                 | 赤外線通信 (IrDA)           | 無線LAN （別途、au Wi-Fi WINカードが必要） auフェムトセル |

## 注
1. ↑  同東芝製のau端末biblio（TSY01）比。
2. ↑  ケータイアップデートのお知らせ『au携帯電話「BRAVIA® Phone S004」の「ケータイアップデート」についてのお知らせ』 - KDDI（2010年6月22日）
3. ↑  au携帯電話「S004」「T004」の「ケータイアップデート」についてのお知らせ KDDI
4. ↑  〈お知らせ〉 「Wi-Fi WIN」のサービス終了について - KDDI 2013年10月18日
5. ↑  auの3Gサービス「CDMA 1X WIN」が2022年3月末をもって終了　VoLTE非対応4G LTE端末も対象 - ITmedia 2018年11月16日
6. ↑  「CDMA 1X WIN」サービスの終了について - KDDI 2018年11月16日
7. ↑  お試し版として『ドラゴンクエストIII そして伝説へ…』などがプリセットされる。